# Seznam francoskih košarkarjev
Seznam francoskih košarkarjev.

## A
- Tariq Abdul-Wahad
- Alexis Ajinça

## B
- Nicolas Batum
- Jim Bilba
- Yannick Bokolo
- Yann Bonato

## C
- Fabien Causeur
- Nando De Colo

## D
- Richard Dacoury
- Boris Diaw
- Yakhouba Diawara
- Antoine Diot

## F
- Evan Fournier

## G
- Mickaël Gelabale

## H
- Thomas Heurtel

## K
- Charles Kahudi
- Tariq Kirksay

## L
- Joffrey Lauvergne

## M
- Ian Mahinmi
- Jerome Moiso

## P
- Tony Parker
- Johan Petro
- Florent Piétrus
- Mickaël Piétrus

## R
- Élisabeth Riffiod
- Antoine Rigaudeau
- Stephane Risacher

## S
- Kevin Seraphin

## T
- Ali Traore
- Ronny Turiaf

## W
- Frederick Weis

## Z
- Thierry Zig